# Chaetocnema hortensis
Chaetocnema hortensis es un coleóptero de la familia Chrysomelidae. Fue descrita científicamente en 1785 por Geoffroy.